# Großer Blasenkäfer
|                                  |                                                                  |
| Abb. 1: Vorderansicht (Weibchen) | Abb. 2: Doppelte Behaarung (am Beginn des Flügeldeckenabsturzes) |

Der Große Blasenkäfer (Malachius aeneus) ist ein Käfer aus der Unterfamilie der Zipfelkäfer (Malachiinae) innerhalb der Melyridae. Die Gattung Malachius ist in Europa durch 18 Arten vertreten. Ihre Unterscheidung wird dadurch erschwert, dass die Färbung stark variiert und Männchen und Weibchen getrennt bestimmt werden müssen. Für die Einleitung sexueller Kontakte werden sogenannte Excitatoren benutzt, die beim Großen Blasenkäfer auf der Stirn liegen.
Der wissenschaftliche Name der Gattung Malachius von altgriechisch μαλάχιον maláchion bedeutet „Weichtier“. Er bezieht sich auf das nur wenig sklerotisierte Außenskelett des Käfers. Der Artname aëneus (lat.) bedeutet „erzfarbig“. Der deutsche Namensteil Blasenkäfer wird für zwei Gruppen von Arten verwandt. Die Arten der Familie der Ölkäfer (Meloidae) heißen auch Blasenkäfer, weil die Berührung auf der Haut Blasenbildung verursachen kann. Die Arten der Gattung Malachius heißen Blasenkäfer, weil die Männchen Teile des Hinterleibs blasenartig ausstülpen können. Der Namensteil „Großer“ ist dadurch gerechtfertigt, dass der kleine Käfer größer als ähnliche verwandte Arten ist.

## Merkmale des Käfers
Der flache, weiche Käfer ist in der Grundfarbe erzfarben grün, die roten Spitzen oder Ränder einzelner Körperteile sind insbesondere an den Flügeldecken jedoch so ausgedehnt, dass die rote Farbe überwiegt. Mit sechs bis sieben Millimeter Länge ist der Große Blasenkäfer die größte mitteleuropäische Art der Gattung. Die Behaarung des Körpers besteht einerseits aus hellen, kurzen, etwas anliegenden, andrerseits aus langen, dunklen und abstehenden Haaren (doppelte Behaarung, Abb. 2). Die Excitatoren – Chitinstrukturen bei den Männchen, die für die Bestimmung wichtig sind – liegen auf der Stirn.
Der Kopf ist grün, vor den Fühlern gelblich. Die elfgliedrigen Fühler sind zwischen den Augen eingelenkt. Beim Weibchen ist das zweite Fühlerglied ungewöhnlich groß, länger als die halbe Länge des ersten Fühlerglieds. Beim Männchen sind nur das zweite und dritte Fühlerglied nach innen erweitert. Dabei hat die Erweiterung des zweiten Glieds die Form eines nach vorn gerichteten scharfen Zahns, die Erweiterung des dritten Glieds bildet einen dünnen nach hinten umgebogen Haken (Bild unter Weblinks). Die Spitze des Hakens liegt weiter innen als die Spitze des Zahns. Die Ausbildung der Stirn beim Männchen spielt eine Rolle beim Paarungsverhalten. Im Vergleich mit den Weibchen ist die Stirn des Männchens vor allem in Längsrichtung durch Reduktion des Postclypeus vergrößert. Sie ist nach vorn in einen medianen Grat verlängert, auf dessen beiden Seiten je eine einfache rundliche Vertiefung, ohne Kanten oder Ausbuchtungen, sitzt. Im Bereich der Fühlereinlenkung sitzt ein Sekretionsfeld, das für die Kiefertaster des Weibchens bestimmte Stoffe ausscheidet. Am vorderen Innenrand der Vertiefung befindet sich ein Feld, dessen Ausscheidungen auf die Lippentaster des Weibchens wirken. Nach vorn wird die Stirnregion durch eine steil aufgerichtete konvex gewölbte Wand begrenzt, die weit vor der Mandibeleinlenkung beginnt. Diese Struktur der männlichen Stirn wird Kopfgrubenexcitator genannt. Excitatoren kommen bei den verschiedenen Arten der Gattung an verschiedenen Körperteilen vor.
Der Halsschild ist breiter als lang, etwas breiter als der Kopf und etwa so breit wie die Flügeldecken zusammen zwischen den Schultern. Er verengt sich nach hinten nicht, sondern ist scheibenförmig und in der Aufsicht an den Hinterecken stark, an den roten Vorderecken weniger stark abgerundet. Unter den Vorderecken können zipfelförmige rote Hautblasen ausgestülpt werden.
Die Seiten der Flügeldecken verlaufen geradlinig, nach hinten verbreitern sich die Flügeldecken etwas. An der Spitze sind sie gemeinsam sehr breit abgerundet und lassen die letzten Hinterleibssegmente unbedeckt. Beim Weibchen sind zumindest die Seiten, beim Männchen Spitze und Seiten scharlachrot. In beiden Geschlechtern ist gewöhnlich die Rotfärbung deutlich weiter ausgedehnt als die Grünfärbung. Dabei ist der Übergang zwischen rot und grün unscharf. Die Basis der Flügeldecken mit den Schultern und ein nach hinten verlöschender Streifen entlang der Flügeldeckennaht verbleiben gewöhnlich grün.
Die Beine sind schmal, die Tarsen sind fünfgliedrig.

## Eier, Larven, Puppe
Die blassgelben Eier sind länglich-oval mit einem Längsdurchmesser von etwa 1,6 Millimeter und einem Querdurchmesser von einem halben Millimeter. Die Oberfläche erscheint unter dem Binokular ohne Struktur.
Die Larven besitzen sechs funktionstüchtige Beine. Der Hinterleib endet in paarigen Anhängen, den Urogomphi.
Die Puppen gehören zu den freien Puppen.

## Biologie
Die Imagines erscheinen im Frühjahr für relativ kurze Zeit, langlebige Weibchen können jedoch noch bis in den September angetroffen werden. In Mitteleuropa sind die Tiere in niederen und höheren Lagen nachgewiesen, in Spanien auf Bergwiesen. Die wärmeliebenden Tiere fressen Pollen verschiedener Gräser und sind vornehmlich auf Wiesen und an Waldrändern in warmen Lagen zu finden. Nach anderen Beobachtungen sind auch die Imagines räuberisch und fressen lediglich zusätzlich während der Blütezeit der Gräser deren Pollen. Gewöhnlich sind Weibchen wesentlich häufiger als Männchen.
Die Larven sind omnivor. Sie ernähren sich von Detritus, Pilzen, Pollen und kleinen Gliedertieren. Da die Larve des Käfers auch Larven des Rapsglanzkäfers (Brassicogethes aeneus) frisst, „gewinnt er für den Landwirt einen gewissen Wert“ (Zitat Brehms Tierleben). Im Distrikt Kursk im europäischen Teil Russlands wurden folgende Daten ermittelt. Die Art überwintert als Larve. Puppen findet man ab Ende des ersten Drittels des Mai bis Ende Juni. Die ersten Imagines erscheinen Anfang Juni. Die Eiablage ist ab dem dritten Drittel des Juni zu beobachten und zieht sich bis Mitte Juli hin. Die sehr beweglichen Larven häuten sich zwei Mal und überwintern im dritten Larvenstadium. Sie dezimieren spürbar Blattläuse und Larven der Thripse an Sommergetreide. Der dadurch entstehende Nutzen überwiegt den durch Benagen der Getreideblüten hervorgerufenen Schaden.
In Vorbereitung der Paarung beißen die Weibchen in die distale Verlängerung der Stirnregion der Männchen, wobei ihre Lippen- und Kiefertaster in den Bereich der entsprechenden Sekretionsfelder in den Gruben des Excitators zu liegen kommen.

## Verbreitung
Die Art ist in Europa und Asien (Kleinasien, Kaukasus, Persien, Sibirien) weit verbreitet. Der Käfer wurde 1852 erstmals in Nordamerika registriert, 1922 erstmals in Nova Scotia. Die Art ist heute in Nordamerika weit verbreitet. In Deutschland war die Art im Osten häufig, wurde jedoch zunehmend seltener und ist stellenweise verschwunden, im Westen kam die Art schon immer nur stellenweise und seltener, höchstens in Wärmegebieten häufiger vor.